# Bahnstrecke Bad Endorf–Obing
| |                      |                                      |                                      |
| Streckennummer (DB): | 5705                 |                                      |                                      |
| Kursbuchstrecke (DB): | 12951                |                                      |                                      |
| Kursbuchstrecke: | 428k (1946)          |                                      |                                      |
| Streckenlänge: | 18,460 km            |                                      |                                      |
| Spurweite: | 1435 mm (Normalspur) |                                      |                                      |
| Streckenklasse: | C4                   |                                      |                                      |
| Minimaler Radius: | 190 m                |                                      |                                      |
| Streckengeschwindigkeit: | 50 km/h              |                                      |                                      |
| |                      |                                      |                                      |
| \| \| \| von Salzburg Hbf \| \| \| \| 0,000 \| Bad Endorf (Oberbay) \| 525 m \| \| \| \| nach Rosenheim \| \| \| \| 0,350 \| Infrastrukturgrenze DB InfraGO / RSE \| Infrastrukturgrenze DB InfraGO / RSE \| \| \| 3,250 \| Grafing (b Endorf) \| Grafing (b Endorf) \| \| \| 5,760 \| Halfing \| 504 m \| \| \| \| Viadukt über das Todtmannstal \| \| \| \| 10,334 \| Amerang \| 544 m \| \| \| 14,340 \| Aindorf \| Aindorf \| \| \| 15,725 \| Pittenhart \| Pittenhart \| \| \| 18,460 \| Obing \| 569 m \| \| \| \| \| \| \| Quellen: [1][2][3][4] \| \| \| \| |                      |                                      |                                      |
| Strecke |                      | von Salzburg Hbf                     | von Salzburg Hbf                     |
| Bahnhof | 0,000                | Bad Endorf (Oberbay)                 | 525 m                                |
| Abzweig geradeaus und nach links |                      | nach Rosenheim                       | nach Rosenheim                       |
| Wechsel des Eisenbahninfrastrukturunternehmens | 0,350                | Infrastrukturgrenze DB InfraGO / RSE | Infrastrukturgrenze DB InfraGO / RSE |
| ehemaliger Haltepunkt / Haltestelle | 3,250                | Grafing (b Endorf)                   | Grafing (b Endorf)                   |
| Haltepunkt / Haltestelle | 5,760                | Halfing                              | 504 m                                |
| Brücke |                      | Viadukt über das Todtmannstal        | Viadukt über das Todtmannstal        |
| Haltepunkt / Haltestelle | 10,334               | Amerang                              | 544 m                                |
| Haltepunkt / Haltestelle | 14,340               | Aindorf                              | Aindorf                              |
| Haltepunkt / Haltestelle | 15,725               | Pittenhart                           | Pittenhart                           |
| Kopfbahnhof Streckenende | 18,460               | Obing                                | 569 m                                |
| |                      |                                      |                                      |
| Quellen: |                      |                                      |                                      |

Die Bahnstrecke Bad Endorf–Obing ist eine eingleisige, nicht elektrifizierte Nebenbahn in Oberbayern. Sie zweigt in Bad Endorf von der Bahnstrecke Rosenheim–Salzburg ab und führt über Halfing und Amerang nach Obing. Auf der Strecke findet nur noch Museumszugverkehr statt, der durch den Verein Chiemgauer Lokalbahn (Abkürzung: CLB, auch LEO für Lokalbahn Endorf–Obing genannt) durchgeführt wird. Eisenbahninfrastrukturunternehmen ist die Rhein-Sieg-Eisenbahn (RSE).

## Geschichte

### Entstehung und Bau
Der westliche Chiemgau ist ein waldreiches Gebiet, der Abtransport der Forstprodukte gestaltete sich jedoch schwierig, da nur schlechte Forststraßen vorhanden waren. Ab 1890 gab es ein Bestreben, dieses Gebiet bahntechnisch zu erschließen. Am Rand des westlichen Chiemgaus befanden sich die Bahnstrecken Rosenheim–Salzburg und Rosenheim–Mühldorf, doch keine dieser Strecken führte in den westlichen Chiemgau hinein. Um diese Situation zu ändern, wurde 1890 ein Eisenbahnkomitee in Rosenheim gegründet, das eine Lokalbahn nach Frabertsham plante. Die Strecke sollte später bis Schnaitsee fortgesetzt werden. Auch in Eggstätt wurde ein Eisenbahnkomitee gegründet, dieses plante allerdings eine Bahnstrecke von Bad Endorf über Eggstätt nach Obing, bei der Planung entstanden zwei Möglichkeiten, eine über Arxtham und eine über Höslwang. 1901 einigten sich die beiden Eisenbahnkomitees für eine Streckenführung von Bad Endorf über Pittenhart nach Obing. Die Strecke sollte später nach Frabertsham und Schnaitsee verlängert werden, die Verlängerung wurde jedoch nie verwirklicht. Am 10. August 1904 wurde der Bau in einem Lokalbahngesetz festgelegt, für den Bau standen 1.195.100 Mark zur Verfügung. Mit dem Bau wurde im August 1907 begonnen, am 15. Oktober 1908 wurde die Strecke eröffnet.

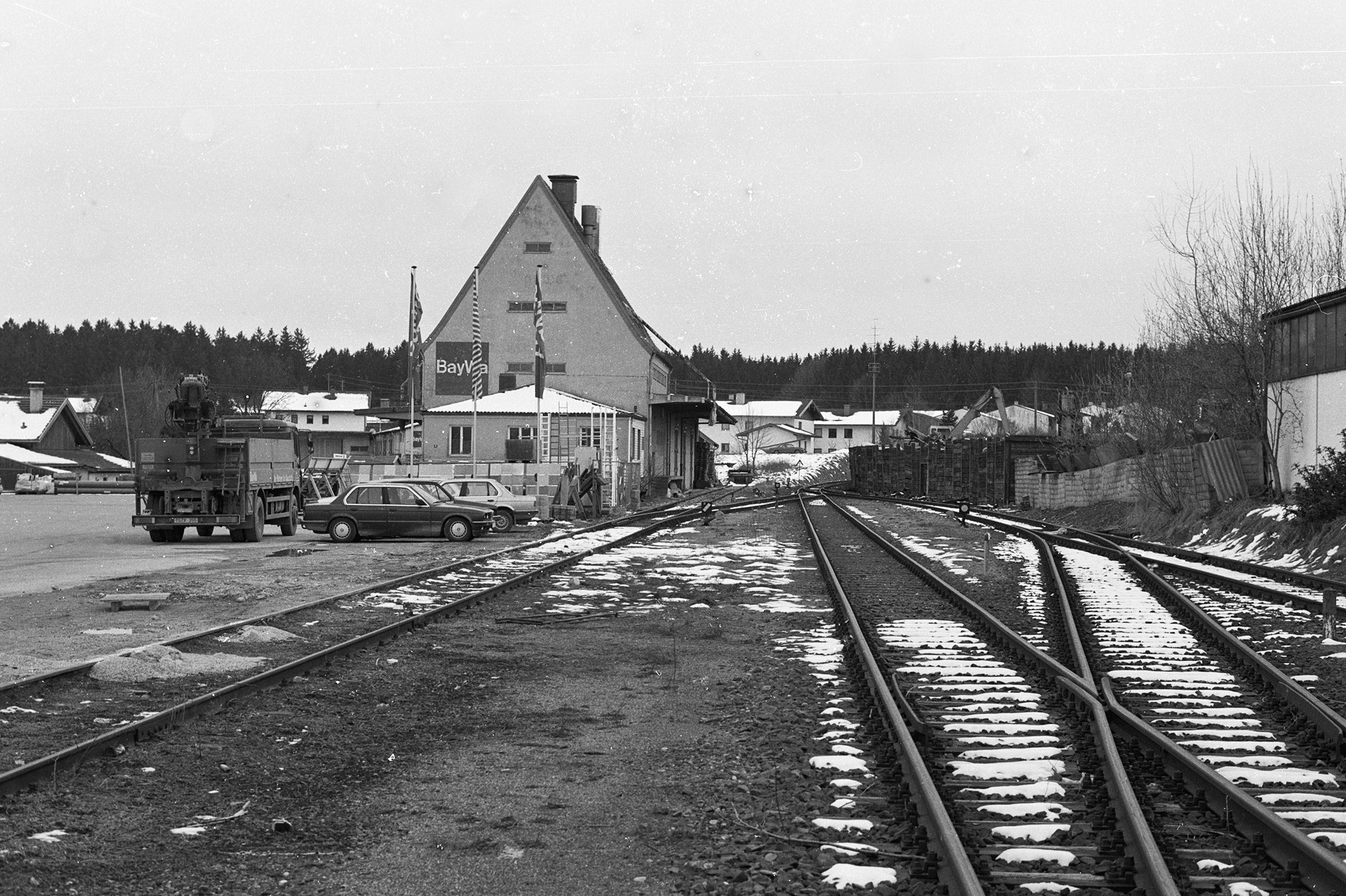
Bahnhof Obing von Norden am 8. März 1995
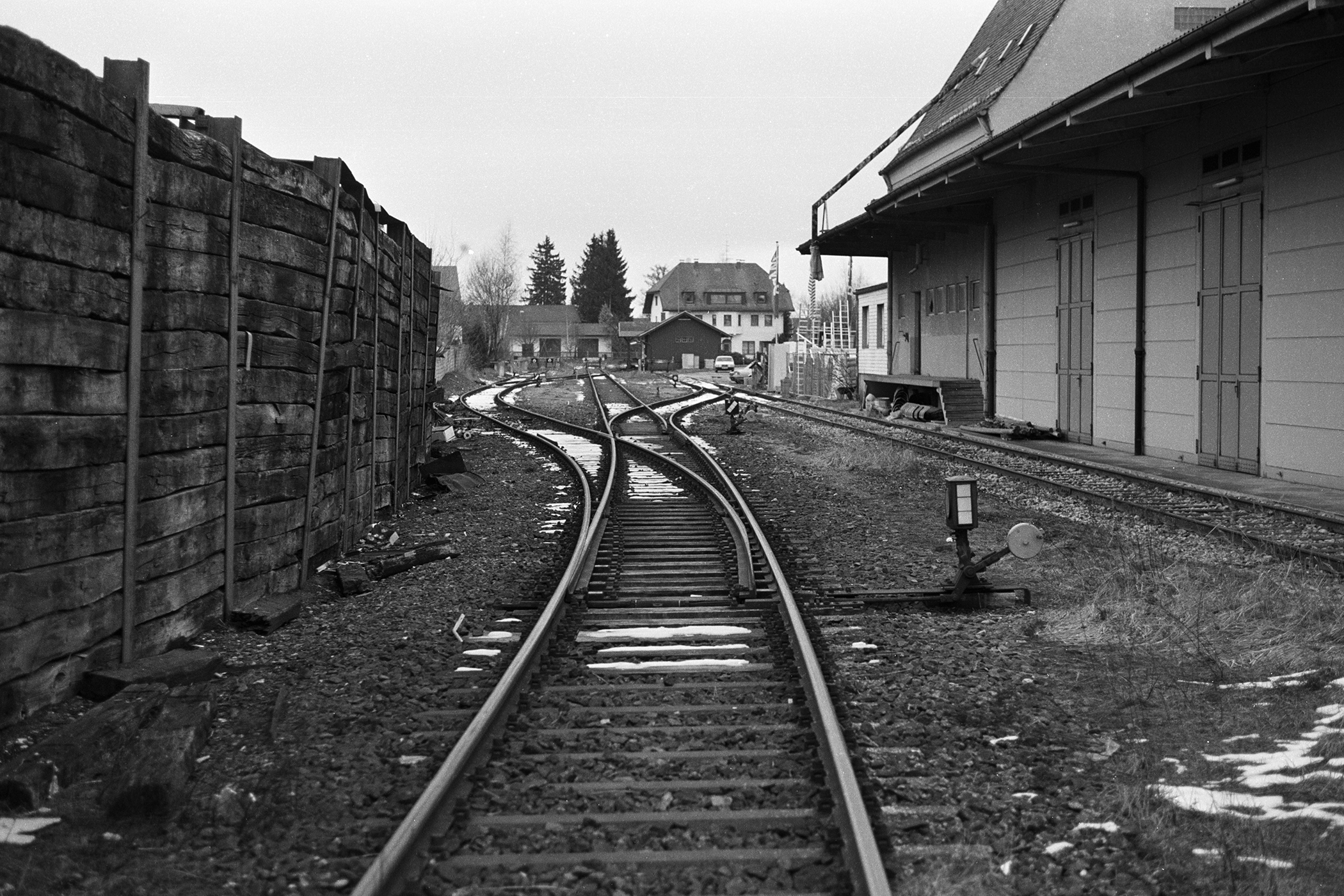
Bahnhof Obing von Süden am 8. März 1995

### Reaktivierung
Seit 2002 versuchte der Verein Chiemgauer Lokalbahn e. V. mit Sitz in Obing die Strecke zu sichern und mittelfristig zu reaktivieren. Mit der Rhein-Sieg-Eisenbahn GmbH (RSE) wurde 2005 ein Betreiber gefunden, der die Reaktivierung einen Schritt weiter brachte. Das Bayerische Staatsministerium für Wirtschaft, Technologie, Infrastruktur und Verkehr erteilte der RSE die erforderliche Genehmigung zum Betreiben der Bahnstrecke Bad Endorf–Obing. Pächter ist die Chiemgauer Lokalbahn-Betriebsgesellschaft mbH & Co. KG, die 2005 gegründet wurde. Im September 2014 kaufte der Verein Chiemgauer Lokalbahn die Strecke schließlich von DB Netz.

## Streckenbeschreibung

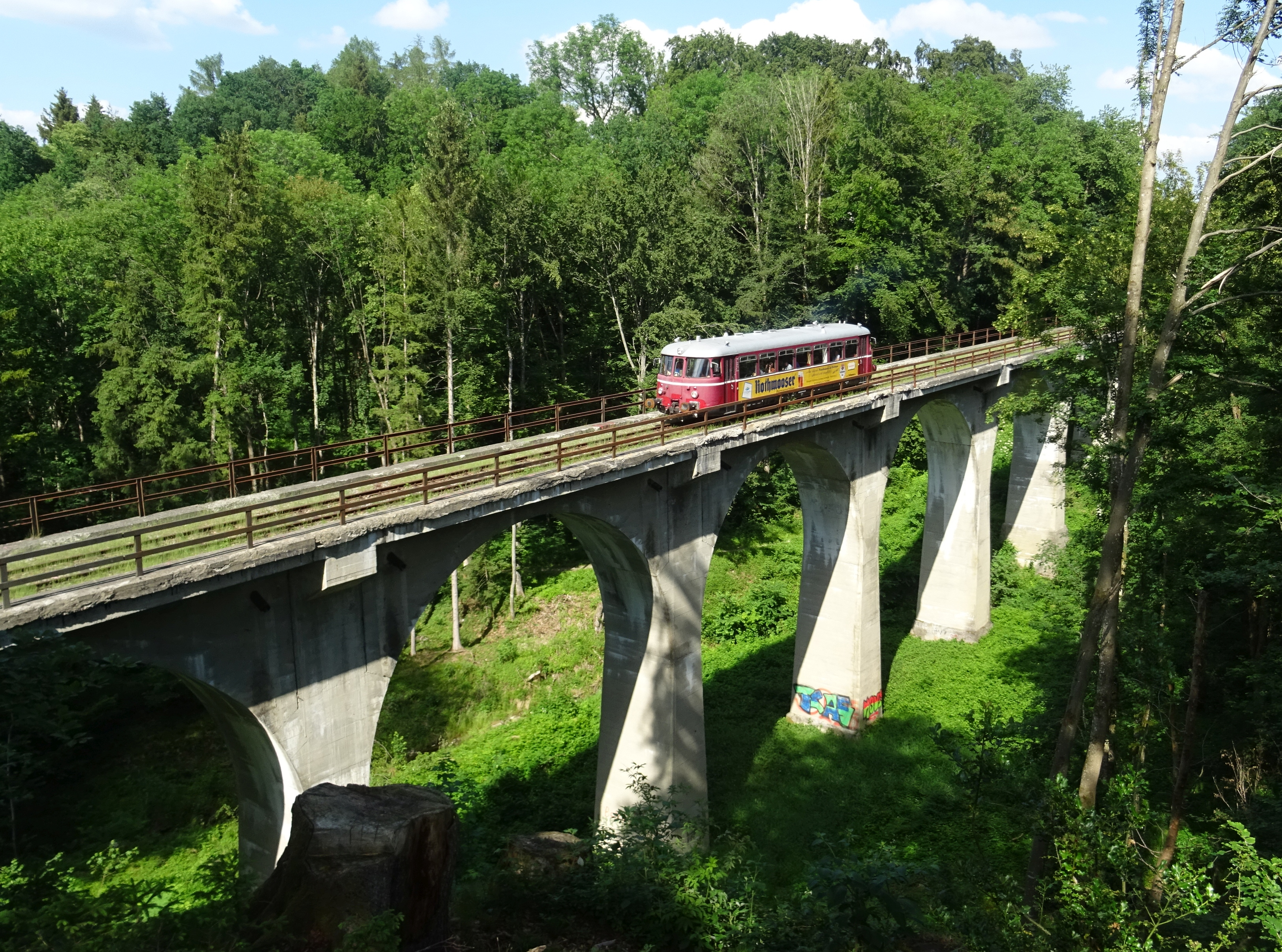
Denkmalgeschütztes Viadukt bei Amerang über das Todtmannstal

Die 18,507 km lange, nicht elektrifizierte Strecke umfasst sieben Haltepunkte und acht Brückenbauwerke, darunter das Stampfbetonviadukt über das Todtmannstal bei Amerang. Daneben existieren 62 Durchlässe, 52 Bahnübergänge und 7 Weichen. Die Gesamtlänge aller Gleise beträgt nach Angaben der RSE rund 20 km.
Das Viadukt bei Amerang und das Bahnhofsgebäude in Obing stehen unter Denkmalschutz.

## Fahrzeugeinsatz und Verkehr
Zum Einsatz kamen bis Ende der 1950er Jahre bayerische Lokalbahnlokomotiven, insbesondere die Baureihe 70 (bayerische Pt 2/3), später Schienenbusse der Baureihe 795 sowie im Güterverkehr Diesellokomotiven der Baureihe 211.
Bereits am 26. Mai 1968 wurde der planmäßige Personenverkehr von der Deutschen Bundesbahn eingestellt, der Güterverkehr folgte zum 1. Januar 1996.
Der Betrieb als Touristikeisenbahn wurde am 1. Juli 2006 aufgenommen. Züge verkehren an Sonn- und Feiertagen während der Sommersaison. Zum Einsatz kam bis Frühjahr 2014 in der Regel der Triebwagen VT 103, der dann zunächst abgestellt wurde, da die Hauptuntersuchung fällig wurde. Seitdem wird der 2011 übernommene und aufgearbeitete VT 26 eingesetzt. Tageweise sind auch Dampfzüge auf der Obinger Lokalbahn unterwegs. Durch Ausfall des T 26 kam 2023 ein Esslinger Beiwagen, gezogen von einer V 60 und der vereinseigenen Köf 322 699, zum Einsatz.

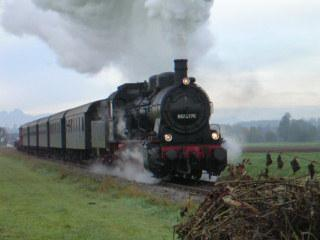
Lok 657.2770 der ÖGEG beim Saisonabschluss der CLB 2006
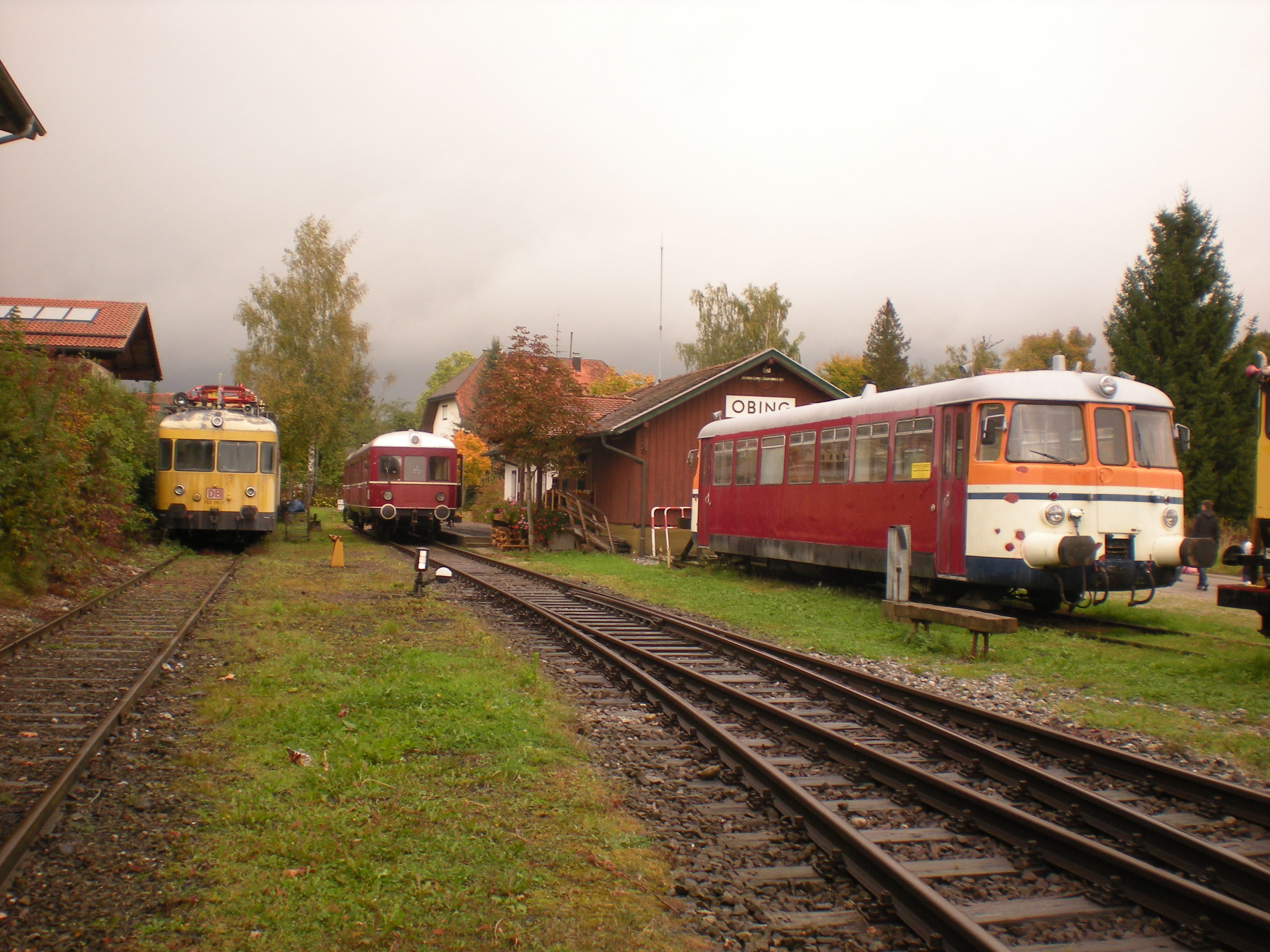
Historische Fahrzeuge im Bahnhof Obing (2012)

Die Gleisbaumaschinenhersteller Robel Bahnbaumaschinen und Speno International benutzen die Strecke für Testfahrten. Seit 2023 ist die Robel Holding GmbH mit 24,7 % an der Chiemgauer Lokalbahn Betriebsgesellschaft mbH & Co. KG beteiligt und stellt einen der drei Geschäftsführer.